# Ilías Koutsoupiás
Ilías Koutsoupiás (en grec moderne : Ηλίας Κουτσουπιάς), né le 10 mai 2001 à Héraklion en Grèce, est un footballeur grec qui évolue au poste de milieu central.

## Biographie

### En club
Né à Héraklion en Grèce, Ilías Koutsoupiás est formé par l'OFI Crète. Il rejoint l'Italie et le Virtus Entella à seulement 16 ans pour poursuivre sa formation. Il fait un passage en prêt de deux ans au Bologne FC où il remporte notamment une coupe avec la Primavera. 
De retour au Virtus Entella, il fait sa première apparition en professionnel lors d'une rencontre de coupe d'Italie contre l'UC AlbinoLeffe, le 30 septembre 2020. Il est titularisé ce jour-là et inscrit également son premier but en ouvrant le score, participant ainsi à la victoire des siens (2-1 score final). Il fait sa première apparition en Serie B le 3 octobre suivant, en entrant en jeu à la place de Marco Crimi face à l'AC Reggiana 1919. Son équipe s'incline par deux buts à zéro ce jour-là.
Le 31 août 2021, il est prêté pour un an avec option d'achat au Ternana Calcio.
Le 5 juillet 2022, Koutsoupiás est de nouveau prêté pour une saison, cette fois au Benevento Calcio avec obligation d'achat sous certaines conditions.
Arrivé définitivement au Benevento Calcio à l'été 2023, Ilías Koutsoupiás est prêté le 19 août 2023 au SSC Bari pour une saison.

### En sélection
Il compte cinq sélections avec les moins de 19 ans, toutes obtenues en 2018.
Ilías Koutsoupiás joue son premier match avec l'équipe de Grèce espoirs le 29 mars 2022 contre le Portugal. Il entre en jeu et son équipe s'incline par quatre buts à zéro ce jour-là.